# Вайт-Сіті (Юта)
Вайт-Сіті (англ. White City) — переписна місцевість (CDP) в США, в окрузі Солт-Лейк штату Юта. Населення — 5522 особи (2020).

## Географія
Вайт-Сіті розташований за координатами 40°34′6″ пн. ш. 111°51′46″ зх. д. / 40.56833° пн. ш. 111.86278° зх. д. (40.568252, -111.862641).  За даними Бюро перепису населення США в 2010 році переписна місцевість мала площу 2,10 км², уся площа — суходіл. В 2017 році площа становила 2,25 км², уся площа — суходіл.

## Демографія
Згідно з переписом 2010 року, у переписній місцевості мешкало 5407 осіб у 1701 домогосподарстві у складі 1353 родин. Густота населення становила 2571 особа/км².  Було 1747 помешкань (831/км²).
Расовий склад населення:
| - 89,6 % — білих - 1,4 % — азіатів - 0,8 % — вихідців з тихоокеанських островів - 0,8 % — корінних американців - 0,5 % — чорних або афроамериканців - 4,3 % — осіб інших рас |

До двох чи більше рас належало 2,6 %. Частка іспаномовних становила 10,2 % від усіх жителів.
За віковим діапазоном населення розподілялося таким чином: 28,6 % — особи молодші 18 років, 58,1 % — особи у віці 18—64 років, 13,3 % — особи у віці 65 років та старші. Медіана віку мешканця становила 32,7 року. На 100 осіб жіночої статі у переписній місцевості припадало 103,6 чоловіків;  на 100 жінок у віці від 18 років та старших — 102,0 чоловіків також старших 18 років.
Середній дохід на одне домашнє господарство  становив 63 713 долари США (медіана — 59 495), а середній дохід на одну сім'ю — 67 752 долари (медіана — 61 494). Медіана доходів становила 47 012 долари для чоловіків та 36 932 долари для жінок. За межею бідності перебувало 7,3 % осіб, у тому числі 7,1 % дітей у віці до 18 років та 5,4 % осіб у віці 65 років та старших.
Цивільне працевлаштоване населення становило 2687 осіб. Основні галузі зайнятості: освіта, охорона здоров'я та соціальна допомога — 22,5 %, роздрібна торгівля — 18,1 %, науковці, спеціалісти, менеджери — 9,2 %, будівництво — 8,6 %.